# 1984-es Formula–1 San Marinó-i nagydíj
A San Marinó-i nagydíj volt az 1984-es Formula–1 világbajnokság negyedik futama.

## Futam
| Helyezés | #  | Versenyző          | Csapat/Motor      | Körök | Idő/Kiesés oka      | Rajthely | Pontszám |
| -------- | -- | ------------------ | ----------------- | ----- | ------------------- | -------- | -------- |
| 1        | 7  | Alain Prost        | McLaren-TAG       | 60    | 1:36:53,679         | 2        | 9        |
| 2        | 28 | René Arnoux        | Ferrari           | 60    | + 13,416            | 6        | 6        |
| 3        | 11 | Elio de Angelis    | Lotus-Renault     | 59    | Kifogyott üzemanyag | 11       | 4        |
| 4        | 16 | Derek Warwick      | Renault           | 59    | + 1 kör             | 4        | 3        |
| 5        | 18 | Thierry Boutsen    | Arrows-Ford       | 59    | + 1 kör             | 20       | 2        |
| 6        | 26 | Andrea de Cesaris  | Ligier-Renault    | 58    | Kifogyott üzemanyag | 12       | 1        |
| 7        | 23 | Eddie Cheever      | Alfa Romeo        | 58    | Kifogyott üzemanyag | 8        |          |
| 8        | 21 | Mauro Baldi        | Spirit-Hart       | 58    | + 2 kör             | 24       |          |
| 9        | 10 | Jonathan Palmer    | RAM-Hart          | 57    | + 3 kör             | 25       |          |
| Kizárás  | 4  | Stefan Bellof      | Tyrrell-Ford      | 59    | Kizárás             | 21       |          |
| Kizárás  | 3  | Martin Brundle     | Tyrrell-Ford      | 55    | Kizárás             | 22       |          |
| Kiesett  | 9  | Philippe Alliot    | RAM-Hart          | 53    | Turbó               | 23       |          |
| HN       | 20 | Johnny Cecotto     | Toleman-Hart      | 52    | Helyezés nélkül     | 19       |          |
| Kiesett  | 1  | Nelson Piquet      | Brabham-BMW       | 48    | Turbó               | 1        |          |
| Kiesett  | 2  | Teo Fabi           | Brabham-BMW       | 48    | Turbó               | 9        |          |
| Kiesett  | 30 | Jo Gartner         | Osella-Alfa Romeo | 46    | Motorhiba           | 26       |          |
| Kiesett  | 17 | Marc Surer         | Arrows-BMW        | 40    | Turbó               | 16       |          |
| Kiesett  | 14 | Manfred Winkelhock | ATS-BMW           | 31    | Turbó               | 7        |          |
| Kiesett  | 27 | Michele Alboreto   | Ferrari           | 23    | Kipufogó            | 13       |          |
| Kiesett  | 8  | Niki Lauda         | McLaren-TAG       | 15    | Motorhiba           | 5        |          |
| Kiesett  | 5  | Jacques Laffite    | Williams-Honda    | 11    | Motorhiba           | 15       |          |
| Kiesett  | 22 | Riccardo Patrese   | Alfa Romeo        | 6     | Elektronika         | 10       |          |
| Kiesett  | 12 | Nigel Mansell      | Lotus-Renault     | 2     | Kicsúszás           | 18       |          |
| Kiesett  | 6  | Keke Rosberg       | Williams-Honda    | 2     | Elektronika         | 3        |          |
| Kiesett  | 15 | Patrick Tambay     | Renault           | 0     | Ütközés             | 14       |          |
| Kiesett  | 25 | François Hesnault  | Ligier-Renault    | 0     | Ütközés             | 17       |          |
| NK       | 24 | Piercarlo Ghinzani | Osella-Alfa Romeo |       |                     |          |          |
| NK       | 19 | Ayrton Senna       | Toleman-Hart      |       |                     |          |          |

## A világbajnokság élmezőnyének állása a verseny után
| H  | Versenyzők       | Pont | H  | Konstruktőrök  | Pont |
| -- | ---------------- | ---- | -- | -------------- | ---- |
| 1. | Alain Prost      | 24   | 1. | McLaren-TAG    | 33   |
| 2. | Derek Warwick    | 13   | 2. | Ferrari        | 19   |
| 3. | Elio de Angelis  | 10   | 3. | Renault        | 15   |
| 4. | René Arnoux      | 10   | 4. | Lotus-Renault  | 10   |
| 5. | Michele Alboreto | 9    | 5. | Williams-Honda | 9    |

## Statisztikák
Vezető helyen:
- Alain Prost: 60 (1-60)

Alain Prost 11. győzelme, Nelson Piquet 10. pole-pozíciója, 10. leggyorsabb köre.
- McLaren 33. győzelme.